# Tinkara Kovač
Tinkara Kovač, nota anche più semplicemente come Tinkara (Capodistria, 3 settembre 1978), è una cantante e flautista slovena.

## Biografia
Tinkara Kovač è una musicista, cantante, flautista professionista, compositrice e autrice. Dopo il suo primo singolo “Veter z juga (Vento del Sud)”, Tinkara ha registrato due album con ZKP RTV Slovenija (l'etichetta della radio-televisione nazionale della Slovenia): “Ne odhaja poletje” (L'estate non svanisce) e Košček neba (Una parte di cielo). Nel 2001 firma un contratto con la Dallas Records (del gruppo EMI/Virgin) e pubblica altri tre album in studio: “Na Robu kroga (Sul bordo di un cerchio)”, “O-range” e “aQa”. Uno di loro (O-range) è stato pubblicato come versione internazionale in Italia (EMI) e anche in Croazia (Dallas). Con la Dallas Records Tinkara ha anche pubblicato: il singolo “Spezzacuori”; Enigma, un progetto speciale in quattro lingue che è stato co-prodotto in collaborazione con l'etichetta discografica friulana “Numar Un” e un “Best Of” compilation. Nel 2012 ha pubblicato un altro album con Dallas Records: “Rastemo” (Stiamo crescendo), un progetto speciale con nuovi arrangiamenti di canzoni di successo della ex-Jugoslavia.
Tinkara Kovač nei suoi 15 anni di carriera musicale attiva ha ricevuto numerosi premi (primo premio “Melodie del Mare e Festa del Sole” 1977 a Portorose, Slovenia; 8 Roosters d'oro nel 1998, dischi d'Oro e/o di Platino per tutti i suoi album. Nel 1999 è stata runner-up all'Eurovision Song Contest nella pre-selezione in Slovenia; la miglior canzone e il migliore video-clip alla TV MP3 NOW di Londra nel 2000;e la sua canzone originale “Reason Why” è stata tra le prime dieci al concorso ISC 2003.
Insieme a numerose e differenti bande musicali, Tinkara ha tenuto più di 800 concerti tra Slovenia, Croazia, Austria e Italia. A suo parere, le sue più importanti collaborazioni internazionali sul palco o in studio sono state quelle con Ian Anderson (Jethro Tull), Robert Plant (Led Zeppelin), Carlos Nuñez, Dan Lavery, Massimo Bubola, Bungaro e Paul Millns.
Nel mese di gennaio 2013, a cura della sua nuova etichetta discografica “NAI Music”, Tinkara ha pubblicato un progetto speciale con ninne nanne e cantilene in dialetti sloveno, croato dell'Istria, della costa slovena, della regione del Carso e in lingua friulana, intitolato “Zazibanke / Lullabies (Ninne nanne)” . Tinkara è stata eletta Presidente dell'Associazione Vilenica nel giugno 2013. Poco dopo, il 6 luglio, ha vinto la 33ª edizione delle “Melodie del Mare e Festa del Sole” con “Mars in Venera / Marte e Venere”, canzone che ha scritto in collaborazione con Gaber Radojević e Lea Sirk. Ha ricevuto rispettivamente il premio come migliore prestazione ed il premio principale.
L'8 maggio 2014, a Copenaghen, Tinkara rappresenterà la Slovenia all'EuroSong Contest, con la canzone “Round and Round”, della quale è coautrice.

### Melodie del mare e festa del sole
- 1993: Odločitev
- 1995: Moje flavte nežni zvok (Robert Vatovec/Tinkara Kovač/Robert Vatovec)
- 1997: Ne odhaja poletje (Danilo Kocjančič/Drago Mislej/Marino Legovič) - vincitrice
- 2013: Mars in Venera (Gaber Radojević, Lea Sirk/Tinkara Kovač/Gaber Radojević) - vincitrice
- 2019: Bodi z mano do konca (Aleš Klinar/Tinkara Kovač/Aleš Klinar) - vincitrice

### Apparizioni all'EMA
| Anno | Brano                                       | Risultato |
| ---- | ------------------------------------------- | --------- |
| 1997 | Veter z juga                                | 10º       |
| 1999 | Zakaj                                       | 2º        |
| 2001 | Sonce v očeh                                | 5º        |
| 2014 | Spet / Round and Round                      | 1º        |
| 2020 | Forever (Aleš Klinar/Anja Rupel/Miha Gorše) | 4º        |

## Discografia

### Album
- 1997 - Ne odhaja poletje
- 1999 - Košček neba
- 2001 - Na robu kroga
- 2003 - O-range
- 2004 - Enigma
- 2007 - aQa
- 2012 - Rastemo
- 2013 - Zazibanke
- 2014 - Round and Round / Spet
- 2016 - Dober dan, življenje
- 2017 - Cuori d'ossigeno

### Raccolte
- 2009 - The Best of Tinkara

### Singoli
- 1995 - Moje flavte nežni zvok
- 1997 - Veter z juga
- 1997 - Ne odhaja poletje
- 1998 - Moški in ženska
- 1999 - Zakaj
- 2001 - Sonce v očeh
- 2003 - Reason Why
- 2009 - Če je to vse
- 2012 - Je to res
- 2013 - Mars in Venera
- 2014 - Spet / Round and Round
- 2014 - 2X2
- 2014 - Cuori di ossigeno
- 2015 - Ocean
- 2015 - Canzone per te / Pesem zate (con i Perpetuum Jazzile)
- 2020 - Forever

## Duetti
- Elisa
- Ian Anderson (Jethro Tull)
- Robert Plant (Led Zeppelin)
- Carlos Nunez Munoz
- Dan Lavery
- Massimo Bubola
- Bungaro
- Paul Millns
- Tomaž Klepač
- Maraaya
- Perpetuum Jazzile
- Gal Gjurin